# Finanțe islamice
Finanțele islamice sau Islamic banking (în arabă: مصرفية إسلامية) sunt o ramură a economiei islamice bazată pe principiile Șaria. Se distinge de finanțele convenționale prin promovarea unei idei de etică și moralitate islamică. Aceasta se bazează în special pe interzicerea interesului pentru investiții și a responsabilității sociale.
Finanțele islamice leagă mai strâns rentabilitatea financiară a unei investiții cu rezultatele proiectului concret asociat. Islamul interzice atât tranzacțiile civile, cât și cele comerciale care implică dobânzi (riba) sau speculații (maysir). Cu toate acestea, mecanismele utilizate în practică implică adesea plata creditorului.

## Regulile Șaria
Sunt interzise:
- Plata sau perceperea dobânzii deoarece acestea sunt o formă de „riba”;[5]
- Investirea în companii implicate în activități interzise („haraam”) precum vânzarea de alcool sau carne de porc, producerea de tabloide sau pornografie;
- Taxarea suplimentară pentru plata întârziată deoarece acestea implică „murâbah” (cămătărie);
- Speculația sau jocurile de noroc („maiser”), atunci când dreptul de proprietate asupra unui bun depinde de apariția unui eveniment incert în viitor;[6]
- Incertitudinea sau ambiguitatea („gharra”), atunci când riscurile sunt excesive și pot stimula incertitudinea și comportamentul fraudulos.
- Tranzacțiile lipsite de finalitate materială deoarece toate tranzacțiile trebuie să aibă o proprietate reală subiancentă.[6]

### Instrumente financiare interzise
- margin-trading deoarece implică dobândă[5]
- short-selling deoarece se vinde ceva ce nu se posedă
- day-trading deoarece perioada scurtă de „proprietate” înseamnă că nu se deține cu adevărat ceea ce tranzacționezi
- instrumentele derivate deoarece sunt ca jocurile de noroc.

### Obligațiile băncilor islamice
- Băncile islamice trebuie să colecteze „zakat” (taxă religioasă) din conturile clienților.[7]
- Fiecare bancă islamică trebuie să aibă un consiliu de experți Șaria care să supravegheze și sfătuiască cu conformitatea tranzacțiilor cu legea Șaria.[7]
- Băncile islamice trebuie să împartă riscul și rentabilitatea simetric între participanți, astfel încât nimeni să nu beneficieze în mod disproporționat de tranzacție.[5]

## Caracteristici
Un număr de concepte și tehnici economice au fost aplicate în sectorul bancar islamic timpuriu, inclusiv bonuri de schimb, parteneriat (mufawada, inclusiv parteneriate limitate sau mudaraba) și forme de capital (al- mal), acumularea de capital (NAMA al- mal) cecuri, bilete la ordin, trusturi (a se vedea Waqf), conturi de tranzacționare, de creditare, registre și misiuni. 
Companii organizatorice independente de stat au existat, de asemenea, în lumea islamică medievală, în timp ce instituția agenție a fost, de asemenea, introdus în acea perioadă. Multe dintre aceste concepte capitaliste timpurii au fost adoptate și mai avansat în Europa medievală începând cu secolul al XIII-lea.
Cuvântul "Riba" înseamnă dobândă, camătă, creștere sau plus, care în conformitate cu terminologia Sharia nu implică nicio compensație în exces, fără atenția cuvenită (considerarea nu include valoarea timp a banilor). Definiția Riba în jurisprudența islamică clasică a fost "plusvaloare fără contrapartidă", sau "pentru a asigura echivalență în valoare reală", și că "valoarea numerică a fost nesemnificativă".

## Principii
Banca islamică are același scop ca bancile convenționale: de a face bani pentru institutul bancar de creditare de capital. Dar acesta nu este singurul scop. Aderarea la legea islamică și de a asigura fair-play-ul este, de asemenea, un principiu de baza al bancii islamice. Pentru că Islamul interzice pur și simplu creditarea de bani cu dobândă, au fost create reguli islamice asupra tranzacțiilor (cunoscut sub numele de Fiqh al-Muamalat), pentru a preveni. Principiul de bază al sistemului bancar islamic se bazează pe o partajare a riscurilor, care este o componentă a comerțului, mai degrabă decât un transfer de risc care este văzut în sistemul bancar convențional. Sistemul bancar islamic introduce concepte, cum ar fi participarea la profit (Mudharabah) ,păstrarea în siguranță (Wadiah), asocierea în participațiune (Musharakah) , cost plus (Murabahah) și leasing (Ijar).
Într-o tranzacție de credit ipotecar islamic, în loc de creditarea cu bani a cumpărătorului pentru a achiziționa articolul, o banca ar putea cumpăra elementul în sine de la vânzător, și sa-l revândă la cumpărător cu un profit, permițând în același timp cumpărătorului să-l plătească băncii în rate. Cu toate acestea, profitul băncii nu pot fi făcut în mod explicit și, prin urmare, nu există sancțiuni suplimentare pentru plata cu întârziere. În scopul de a se proteja implicit, banca cere garanții stricte. Bunurile sau terenul sunt înregistrate în numele cumpărătorului de la începutul tranzacției. Acest aranjament este numit Murabahah. O altă abordare este EIjara wa EIqtina, care este similară cu leasing imobiliar. Băncile islamice se ocupă de împrumuturi pentru vehicule într-un mod similar(vânzarea vehiculului, la un preț mai mare decât cel de piață a debitorului și apoi de fixare a dreptului de proprietate asupra vehiculului până la plata împrumutului).

## Fundamente
Termenul de "bancă islamică" se referă la un sistem bancar sau activitate bancară, care este în concordanță cu legea islamică (Shariah), principii și ghidat de economia islamică. În special, legea islamică interzice camăta, colectarea și plata dobânzii. În plus, legea islamica interzice investițiile în afaceri care sunt considerate ilegale, sau haram (cum ar fi companiile care vând alcool sau carne de porc, sau întreprinderile care produc mass-media, care sunt în contradicție cu valorile islamice.
Mai mult, Sharia interzice ceea ce se numește "Maysir" și "Gharar". Maysir este implicat în contractele în care dreptul de proprietate asupra unui bun depinde de apariția unui predeterminat, eveniment incert în viitor, în timp ce Gharar descrie tranzacțiile speculative. Ambele concepte implica riscuri excesive și ar trebui să promoveze incertitudine și comportament fraudulos. 
Prin urmare, utilizarea tuturor instrumentelor derivate convenționale este imposibil în domeniul bancar islamic. În secolul al 20-lea au fost create o serie de bănci islamice pentru a răspunde la această piață bancară specială.

## Camăta în Islam
Critica adusă cametei în Islam a fost bine stabilită în timpul duratei de viață a islamice profetul Mohamed și consolidată de mai multe versete din Coran care datează din jurul anului 600 AD. Cuvântul original utilizat pentru cămătărie în acest text a fost Riba, ceea ce înseamnă, literal, "exces sau plus". Acest lucru a fost acceptat pentru a se referi direct la dobânzile la împrumuturi, astfel încât, până în perioada califului Umar, interdicția de interes a fost un principiu de lucru bine stabilit, integrat în sistemul economic islamic. Această interpretare a cametei nu a fost universal acceptat sau aplicată în lumea islamică. O școală islamică ce a apărut în secolul al 19-lea, condusă de Sir Sayyed, pledează pentru o diferențiere de interpretare între cămătărie, sau creditare consumptională, și de interes, sau de creditare pentru investiții comercial (Ahmed, 1958). Cu toate acestea, Choudhury și Malik furnizeze dovezi pentru "o evoluție treptată a instituțiilor de întreprinderi financiare fără dobândă în întreaga lume. Ei citează, de exemplu, existența actuală a instituțiilor financiare din Iran, Pakistan și Arabia Saudită, Dar-al-Mal-al-Islami din Geneva și companii de încredere islamice din America de Nord.